# Amstelodamum

Affiche bij de historische tentoonstelling van 1925

Het Genootschap Amstelodamum is een Nederlands genootschap dat ijvert voor het behoud van de stad Amsterdam. Het woord Amstelodamum is een latinisering van Amsterdam, hoewel dam geen Latijns woord is en de Amstel ook niet bekend was bij de Romeinen.

## Geschiedenis
De vereniging werd op 6 april 1900 opgericht. De oprichter en eerste voorzitter van de vereniging was D.C. Meijer. Het genootschap kwam voort uit de kring van het Koninklijk Oudheidkundig Genootschap.
Het oorspronkelijke doel van de Vereniging was "eene Vereeniging tot bevordering der kennis van het heden en verleden van Amsterdam".
Toen de gemeente Amsterdam in 1901 de Reguliersgracht wilde dempen ten behoeve van de elektrische tram nam de 'vereeniging' een tweede doelstelling aan, namelijk 'behoud van het stadsschoon van Amsterdam'. De vereniging wist de demping van de gracht met steun van de bevolking van Amsterdam tegen te houden.
Ook tegen het dempen van het laatste nog niet gedempte deel van het Rokin werd in de jaren dertig actie gevoerd.
In 1925 organiseerde het genootschap een Historische tentoonstelling der stad Amsterdam.
Het Genootschap vocht in de jaren zeventig mee met vele anderen voor het behoud van de Nieuwmarktbuurt bij de aanleg van de metro, maar dit is niet gelukt. Eerder verzette het genootschap zich tegen de sloopplannen voor de Jordaan.
Bij het 700-jarig bestaan van de stad Amsterdam en het 75-jarig bestaan van Amstelodamum werd een fotowedstrijd georganiseerd.

## Bestuursleden
Een beroemd bestuurslid van de vereniging was Jan Willem Enschedé (1865-1926).

## Activiteiten
Het genootschap geeft ook een tijdschrift uit met de titel Amstelodamum, Maandblad voor de kennis van Amsterdam; de eerste jaargang verscheen in 1902. Daarnaast organiseert de vereniging excursies en publiceert het jaarlijks een jaarboek.